# Брауде, Людмила Юльевна
Людми́ла (Люся) Ю́льевна Бра́уде (9 декабря 1927, Ленинград, РСФСР — 26 октября 2011, Санкт-Петербург, Россия) — советский и российский скандинавист, переводчик и литературовед. Доктор филологических наук, профессор.

## Биография
В 1950 году окончила Ленинградский государственный университет по специальности «Скандинавская филология». Преподавала немецкий язык в различных вузах. В 1961 году защитила кандидатскую диссертацию «Сказки Х. К. Андерсена и его творчество 1820—1840-х годов».
Доктор филологических наук (1978, диссертация «Скандинавская литературная сказка (Этапы развития жанра)». Автор трудов о жизни и творчестве Астрид Линдгрен, Сельмы Лагерлёф, Ханса Кристиана Андерсена, о скандинавской сказке. Профессор ЛГУ (СПбГУ) с 1980 года. Также была профессором СПбГУКИ, где на кафедре детской литературы в течение многих лет читала курс зарубежной детской литературы.
Публиковалась с 1955 года. Занималась переводом со скандинавских языков (датский, норвежский и шведский): в основном переводила детскую литературу, сказки, но не ограничивалась этим жанром.
Переводила произведения Астрид Линдгрен, Сельмы Лагерлёф, Сигрид Унсет, Туве Янссон, Яна Экхольма, Турбьёрна Эгнера, Пера Лагерквиста, Марии Грипе, Лине Кобербёль, Юстейна Гордера и других авторов. Некоторые из выполненных Л. Ю. Брауде переводов Астрид Линдгрен подвергались критике.
Ушла из жизни 26 октября 2011 года в Санкт-Петербурге.

## Семья
Муж — доктор филологических наук, профессор Соломон Давидович Кацнельсон.

## Награды и премии
- Премия Астрид Линдгрен за перевод (1990)[5]:520
- Почетный диплом Премии имени Х. К. Андерсена за перевод[6]
- Премия Правительства Финляндии за перевод финской литературы (2009) — разделила с Анной Сидоровой[7]

## Членство в творческих союзах и ассоциациях
- Член Союза писателей СССР (1976)
- Почётный член Общества С. Лагерлёф (Швеция) (1989)
- Член Международной ассоциации исследователей скандинавских литератур (1982)
- Член Международной ассоциации исследователей детской литературы (1990)

## Основные труды
- Брауде Л. Ю. Сказочники Скандинавии. — Л.: Наука, Ленингр. отд-ние, 1974. — 240 с. — (Из истории мировой культуры).
- Брауде Л. Ю. Скандинавская литературная сказка. — М.: Наука, 1979. — 208 с. — (Литературоведение и языкознание).

Статьи
- Брауде Л. Ю. Поэтический и сказочный путеводитель по Швеции : (Страницы творчества Сельмы Лагерлеф) [печатный текст] / Брауде, Людмила Юльевна, Автор (Author) // Выпуск: № 17. О литературе для детей: ежегодник / Дом детской книги (Ленинградское отделение). — Ленинград: Детская литература, 1973. — С. 147—165. — Библиография в подстрочных примечаниях .